# Davallia bullata
Davallia bullata es un helecho de la familia Davalliaceae de hojas no muy altas que alcanzan hasta 30 centímetros de longitud, aunque a menudo se quedan más pequeñas, original de Asia y Malasia. 

## Descripción
Los rizomas largos y flexibles son oscuros y su extremidad es marrón pálido. Dado que son plantas rastreras se pueden mantener como epífitas de diversas maneras desde plantados en macetas hasta dispuestas en cestas colgantes, sobre troncos o cortezas de árboles.

## Taxonomía
Davallia bullata fue descrita por Wall. ex Hook.  y publicado en Species Filicum 1: 169, pl. 50 B. 1845.